# Tổng giáo phận Manila
Tổng giáo phận Công giáo La Mã Manila (tiếng Latinh: Archidioecesis Manilensis; tiếng Filipino: Arkidiyosesis ng Maynilà; tiếng Tây Ban Nha: Arquidiócesis de Manila) là tổng giáo phận Nghi lễ Latinh của Giáo hội Công giáo La Mã ở Manila, Philippines, bao gồm các thành phố của Manila San Juan, Pasay (ngoại trừ căn cứ không quân Villamor và thành phố Newport thuộc thẩm quyền của Pháp lệnh quân sự Philippines) và Mandaluyong. Đức Tổng Giám mục hiện tại là Hồng y Jose Fuerte Advincula người thứ 33 giữ chức vụ và là người Philippines bản địa thứ năm sau nhiều thế kỷ của các vị tiền nhiệm Tây Ban Nha, Mỹ và Ailen.
Nhà thờ chính tòa là một vương cung thánh đường nhỏ nằm ở Intramuros, bao gồm thành phố cổ Manila. Đức Trinh Nữ Maria, dưới danh hiệu Đức Mẹ Vô nhiễm Nguyên tội, là người bảo trợ chính.
Tổng giáo phận cũng sở hữu và quản lý các tổ chức sau nằm ngoài phạm vi quyền lực lãnh thổ của riêng mình: Mount Peace Retreat House (ở Baguio City, Benguet), Saint Michael Retreat House (ở Antipolo City, Rizal), Radio Veritas (ở Barangay Philam, Thành phố Quezon) và Đền EDSA hoặc Đền thờ Tổng giáo phận Mary, Nữ hoàng Hòa bình (tại Barangay Ugong Norte, Thành phố Quezon).